# Corc de fava
El corc de (la) fava (Bruchus rufimanus) és una espècie d'insecte coleòpter de la família Chrysomelidae, les larves dels quals es desenvolupen a l'interior de llavors de faves i favons fent-los inaptes al consum.
Aquesta espècie és veïna de la corc dels llegums però és ja estrictament infeudada a la fava.

## Descripció
El corc de la fava és un insecte petit de 4 a 5 mm de llargada.

## Biologia
El cicle biològic d'aquesta espècie solament comprèn una generació anual.
Els adults ponen a la superfície de les tavelles a la primavera (a la fi de maig -al començament de juny a les regions temperades de l'hemisferi nord).
Tan aviat sortides de l'ou, les larves penetren a les tavelles i després a les llavors on persegueixen llur desenvolupament durant tres mesos. Foraden les llavors abans d'esdevenir nimfes. Tot sovint els insectes resten a les llavors fins a la primavera següent.

## Damnatges
Els insectes adults viuen tan sols alguns dies i s'alimenten del pol·len de les flors, per la qual cosa causen pocs danys.
Per contra la presència de larves a les llavors, visibles gràcies a l'obertura circular que fan a la superfície d'aquestes darreres, els fa impròpies al consum humà i emmenen llur desclassificació. Segons els reglaments en vigor, variables segons els països, aquesta desclassificació intervé més enllà d'un llindar de 1,5 a 3 % de grans corcats. El preu de venda de les llavors baixa llavors sensiblement (per exemple de 140 a 90 €/t), cosa que duu a un perjudici cert per als productors.
Ultra això, la presència de grans corcats afavoreix la infestació de les cultures següents.

## Mitjans de lluita
La lluita contra el corc de la fava empra essencialment els insecticides, però aquests no essent eficaços sinó cntra els insectes adults, cal tractar les cultures, en un o diversos passatges, tan aviat com les tavelles comencin a formar-se. Aquests insectes essent molt mòbils, és necessari de tractar simultàniament totes les parcel·les en una regió donada.